# Haliburton County
Haliburton County ist ein County im Südosten der kanadischen Provinz Ontario. Der County Seat ist Minden Hills. Die Einwohnerzahl beträgt 18.062 (Stand: 2016), die Fläche 4076,08 km², was einer Bevölkerungsdichte von 4,4 Einwohnern je km² entspricht. Im Norden grenzt das nach Thomas Chandler Haliburton benannte County an den Algonquin Provincial Park im benachbarten Bezirk.
|                               | Nipissing District                          |                 |
| Muskoka District Municipality | Kompassrose, die auf Nachbargemeinden zeigt | Hastings County |
| Kawartha Lakes                | Peterborough County                         |                 |

## Administrative Gliederung

### Städte und Gemeinden
| Ort                 | Status       | Bevölkerung (2016) |
| ------------------- | ------------ | ------------------ |
| Algonquin Highlands | Township     | 2.351              |
| Dysart et al        | Municipality | 6.280              |
| Highlands East      | Municipality | 3.343              |
| Minden Hills        | Township     | 6.088              |

### Gemeindefreie Gebiete
Im Bezirk finden sich keine gemeindefreien Gebiete.

### Indianerreservationen
Im Bezirk finden sich keine Indianerreservationen.